# Ismael El Iraki
Ismael El Maoula El Iraki (nascut el 1983 al Marroc) és un cineasta francomarroquí. És un supervivent dels atemptats de novembre de 2015 al Bataclan a París, que va inspirar el seu primer llargmetratge, Zanka Contact.

## Biografia
Nascut al Marroc el 1983, el 2001 es va traslladar a França, on va estudiar filosofia i teoria del cinema abans d'entrar a la secció de direcció de La Fémis el 2004. El seu curtmetratge Carcasse, una pel·lícula de ciència-ficció sobre treballadors de la construcció al Sàhara, va guanyar el premi Short Film Corner a Canes. El seu segon curtmetratge Harash, un thriller de comèdia negra ambientat a Casablanca, va guanyar el Premi del Jurat i el Premi Attention Talent Directing al Festival del Curtmetratge de Clermont-Ferrand. Tots dos van ser editats en DVD per la cadena minorista cultural francesa FNAC. El novembre de 2015 va sobreviure a l'atemptat a la sala Bataclan de París; l'experiència d'estrés post-traumàtic la va canalitzar en el seu primer llargmetratge,  Zanka Contact (a.k.a Burning Casablanca).

## Zanka Contact
El Iraki va mantenir a molts dels repartiments i de l'equip dels seus curts (inclosos els actors Said Bey i Mourad Zaoui) al seu primer llargmetratge Zanka Contact, també conegut a l'estrena francesa amb el títol Burning Casablanca. La pel·lícula es va estrenar el 2020 a la selecció oficial de la 77a Mostra Internacional de Cinema de Venècia. L'actriu principal Khansa Batma va guanyar el Lleó a la millor actriu a la secció Orizzonti.
Tot i ser estrenada enmig de la pandèmia del COVID-19, la pel·lícula va rebre moltes seleccions a festivals internacionals d'arreu del món: Festival Internacional de Cinema de Busan, Mostra Internacional de Cinema de São Paulo, Festival Internacional de Cinema de Karlovy Vary i molts més. Descrit com un thriller-western de rock n' roll ambientat a Casablanca, en comparació amb Cor salvatge o Gegen die Wand i rodada en pel·lícula de 35 mm en un CinemaScope anamòrfic, Zanka Contact va guanyar diversos premis internacionals entre ells el premi a la millor pel·lícula al Festival de Cinema Africà de Luxor.
Zanka Contact es va estrenar en cinemes a França el 3 de novembre de 2021, sota el títol canviat Burning Casablanca. El director va explicar que el canvi es va decidir amb el distribuïdor francès durant la pandèmia de COVID-19 per evitar que sonés com la frase francesa "cas contact", que es refereix a algú que va tenir contacte proper amb un cas de COVID-19. La pel·lícula es va beneficiar d'una onada de suport dels crítics de cinema a França. i va donar bon resultat al cinema per a un llançament post-COVID.
El llançament al Marroc va tenir lloc l'1 de desembre de 2021, amb elogis de la crítica i comercials. 10 mesos més tard, al setembre de 2022, Zanka Contact va participar al Festival Nacional de Cinema de Tànger i va guanyar la millor pel·lícula i millor actriu secundària per a l'actriu Fatima Attif.

## Filmografia

### Llargmetratges
- 2020: Zanka Contact A.K.A Burning Casablanca (títol francès)

### Curtmetratges
- 2007: Carcasse
- 2008: Harash